# Derechos de las mujeres en Indonesia
La situación de las mujeres en Indonesia está afectada por diversos factores, entre ellos la modernización del país, la  globalización, la mejora de la educación y los avances tecnológicos. Muchas mujeres indonesias eligen residir en las ciudades en lugar de quedarse en los municipios para realizar trabajos agrícolas debido a necesidades personales, profesionales, familiares, y económicas. Estas mujeres se están alejando de los dictados tradicionales de la cultura indonesia que relega a las mujeres al papel de esposas y madres. En la actualidad, las mujeres de Indonesia también se están implicadas en el ámbito del desarrollo nacional y como miembros activos de organizaciones implicadas en el avance de los derechos de las mujeres.
En 2018 la presencia de las mujeres en el Parlamento es del 20 %.

## Historia

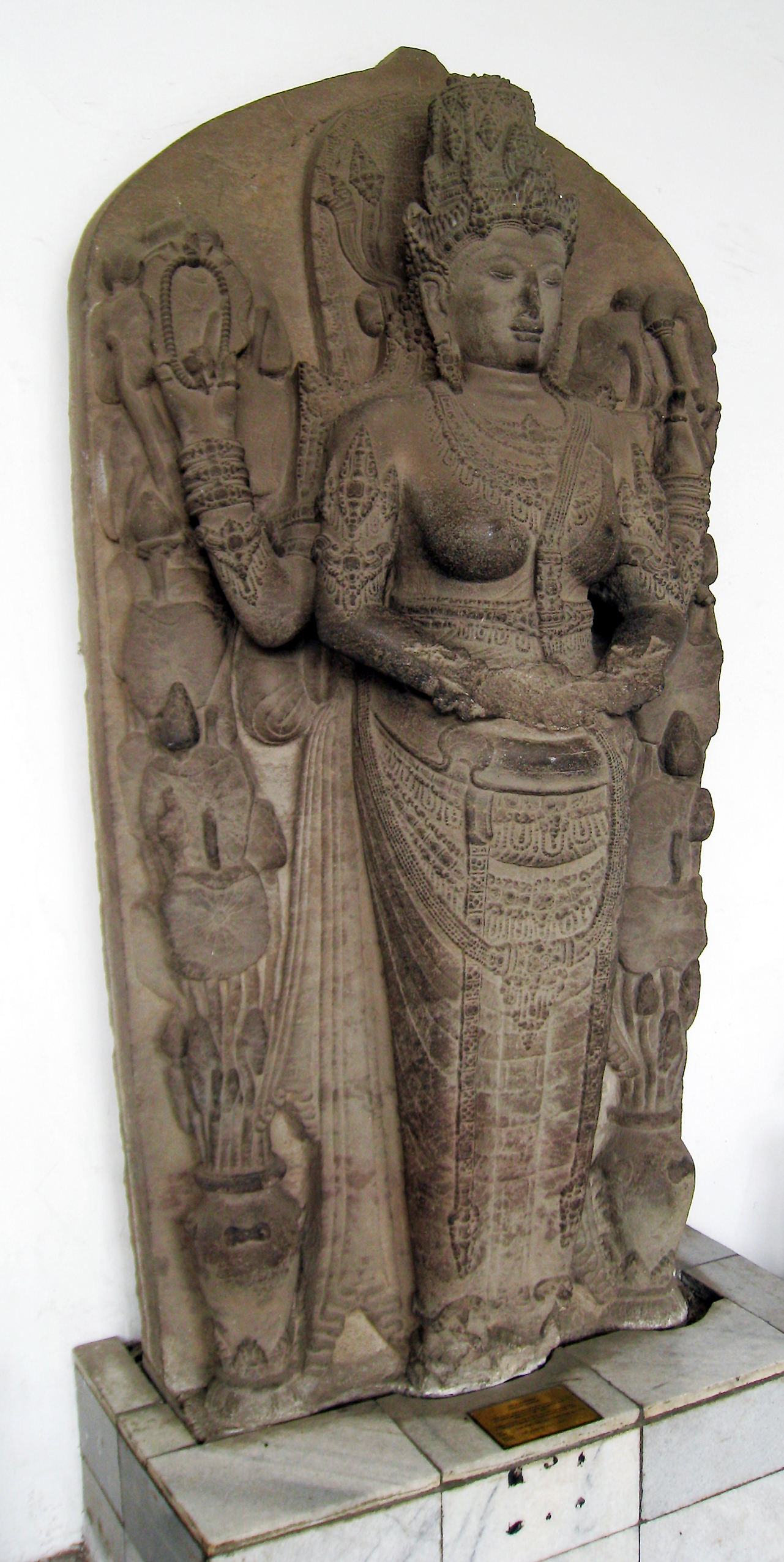
Tribhuwanottunggadewi, reina de Majapahit, retratada como Parvati.

En la sociedad indonesia, las mujeres desempeñaban funciones vitales tanto dentro como fuera de la familia. En la sociedad nativa rural, ciertas posiciones, como dukun beranak ( partera tradicional), curandera tradicional, ritualista y chamán, a menudo son ocupadas por mujeres. A pesar de que sus papeles parecen ser reducidos e incluso confinados con la  adopción de religiones patriarcales como el hinduismo, el budismo, el islam y el cristianismo, las mujeres todavía ocupan cargos importantes, especialmente dentro de las familias. 
En la sociedad balinesa, las mujeres desempeñan tradicionalmente papeles importantes, especialmente en relación con la vida familiar y económica. A pesar de los valores tradicionales que responsabilizan a las mujeres balinesas de fomentar el equilibrio y la armonía dentro de las familias y procrear, en una sociedad que cambia rápidamente, su papel económico ha crecido. Es común que las mujeres balinesas realicen actividades económicas fuera de su hogar; así, los mercados tradicionales balineses están llenos de mujeres que dirigen negocios. 
El pueblo Minangkabau es conocido como una de las pocas sociedades tradicionales que aplican la cultura matriarcal y matrilineal, donde la propiedad y los apellidos se heredan de madre a hija, y los esposos se consideran "invitados" en el hogar de sus esposas. Su cultura también reconoce a una figura femenina histórica prominente, Bundo Kanduang, la matriarca de la sociedad Minangkabau. Hoy, Bundo Kanduang se refiere a la institución tradicional que consiste en ancianas veneradas en el adat (tradición) de la sociedad Minangkabau.
En la historia de Indonesia, hay registros de algunas mujeres prominentes que tuvieron y ejercieron considerable poder e influencia dentro de su sociedad, a pesar de que generalmente están reservadas solo para la clase dominante de élite. Incluyen a la Reina Shima del Reino de Kalingga (c. siglo VII), Pramodhawardhani del Reino de Medang (c. siglo IX), Isyana Tunggawijaya de la dinastía Medang Isyana (c. siglo X), Mahendradatta de Bali (c. siglo X), Ken Dedes de Singhasari (c. siglo XIII), también reinas de Majapahit (c. siglos XIII-XV); Gayatri Rajapatni, Tribhuwana Wijayatunggadewi y Suhita . Tras la llegada del Islam a Java, Ratu Kalinyamat de Jepara también fue una notable líder femenina. El Sultanato de Aceh también registró varias sultanas que gobernaron la región. Indonesia ha reconocido varias heroínas nacionales históricas que lucharon contra el colonialismo holandés; entre otras, Nyi Ageng Serang, Martha Christina Tiahahu, Cut Nyak Dhien y Cut Nyak Meutia . 

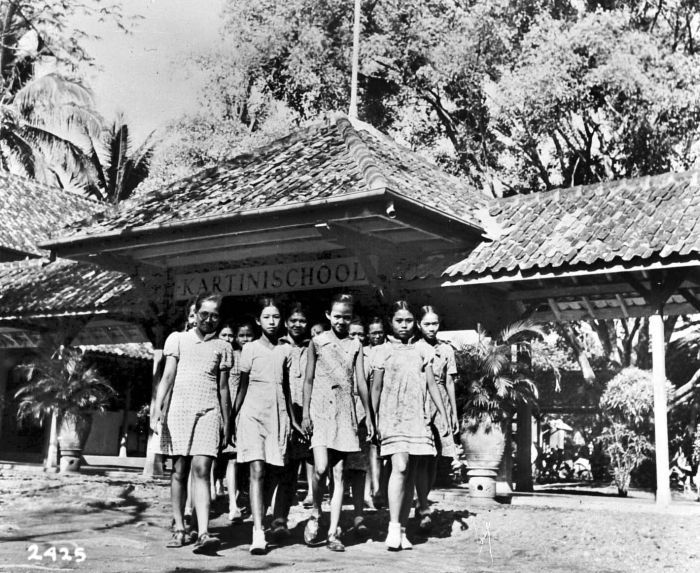
Escuela Kartini a principios del.

El movimiento de emancipación de las mujeres comenzó a finales del siglo XIX en las colonias de las Indias Orientales Neerlandesas cuando un grupo de mujeres nativas de clase alta abogaron por los derechos y la educación de las mujeres. Las pioneras en la defensa de los derechos de las mujeres fueron Kartini de Jepara y Dewi Sartika de Bandung, quienes establecieron una escuela para niñas. ( p5 ) 
El sufragio femenino nunca fue un problema en Indonesia. Desde las primeras elecciones en 1955, las mujeres han tenido los mismos derechos que los hombres en política, aunque en la práctica la política sigue siendo un dominio mayoritariamente masculino. En 2001, Megawati Sukarnoputri se convirtió en la primera mujer presidenta de Indonesia después de la destitución del presidente Abdurrahman Wahid . ( p1 ) 
El 5 de mayo de 2015, después de un Real Decreto emitido por el Sultán, la Princesa Mangkubumi (anteriormente conocida como Princesa Pembayun) recibió el nuevo nombre Mangkubumi Hamemayu Hayuning Bawana Langgeng ing Mataram. Esto la denota como la presunta heredera del trono de Yogyakarta . El título Mangkubumi estaba anteriormente reservado para los príncipes varones de alto rango preparados para el trono, incluido el actual Sultán. El decreto, por lo tanto, admite mujeres reales en la línea de sucesión por primera vez desde el inicio del Sultanato. Según el actual Sultán, esto estaba en línea con sus prerrogativas; Sin embargo, su acción fue criticada por miembros de la familia masculinos más conservadores, como sus hermanos, que fueron desplazados en la línea de sucesión.

## Derechos de las mujeres
Indonesia firmó la Convención sobre la eliminación de todas las formas de discriminación contra la mujer en 1980 y la ratificó en 1984.

### Ley nacional y sharia
La Comisión Nacional de Indonesia sobre la Violencia contra la Mujer ( Komnas Perempuan ) señaló que se están adoptando más regulaciones que discriminan a las mujeres en todo el país de las que se están derogando. En 2012, la Comisión observó 282 estatutos en varias jurisdicciones de Indonesia que consideraba discriminatorios, en comparación con 154 de tales instrumentos en 2009.  Hay 96 que imponen sanciones penales a las mujeres a través de regulaciones sobre prostitución y pornografía, 60 que contienen códigos de vestimenta y normas religiosas, y 38 que imponen restricciones a la movilidad de las mujeres.  Aunque tales estatutos se pueden encontrar en 28 provincias indonesias, las seis provincias en las que se concentran en gran medida son Java Oriental, Kalimantan Sur, Sulawesi Sur, Java Occidental, Nusa Tenggara Occidental y Sumatra Occidental.  
En muchas partes de Indonesia, las leyes locales que obligan a las mujeres y las niñas a usar el hijab se aplican cada vez más en las escuelas, oficinas gubernamentales y espacios públicos. La provincia de Aceh ha implementado la ley de la sharia en su totalidad, donde todas las mujeres musulmanas deben usar el velo tradicional conocido como hijab, y está prohibido fraternizar con el sexo opuesto fuera del matrimonio.

### Delitos sexuales y acoso
Más del 90% de los casos de violación en Indonesia no se denuncian, y las víctimas temen ser culpadas.

#### Transporte solo para mujeres

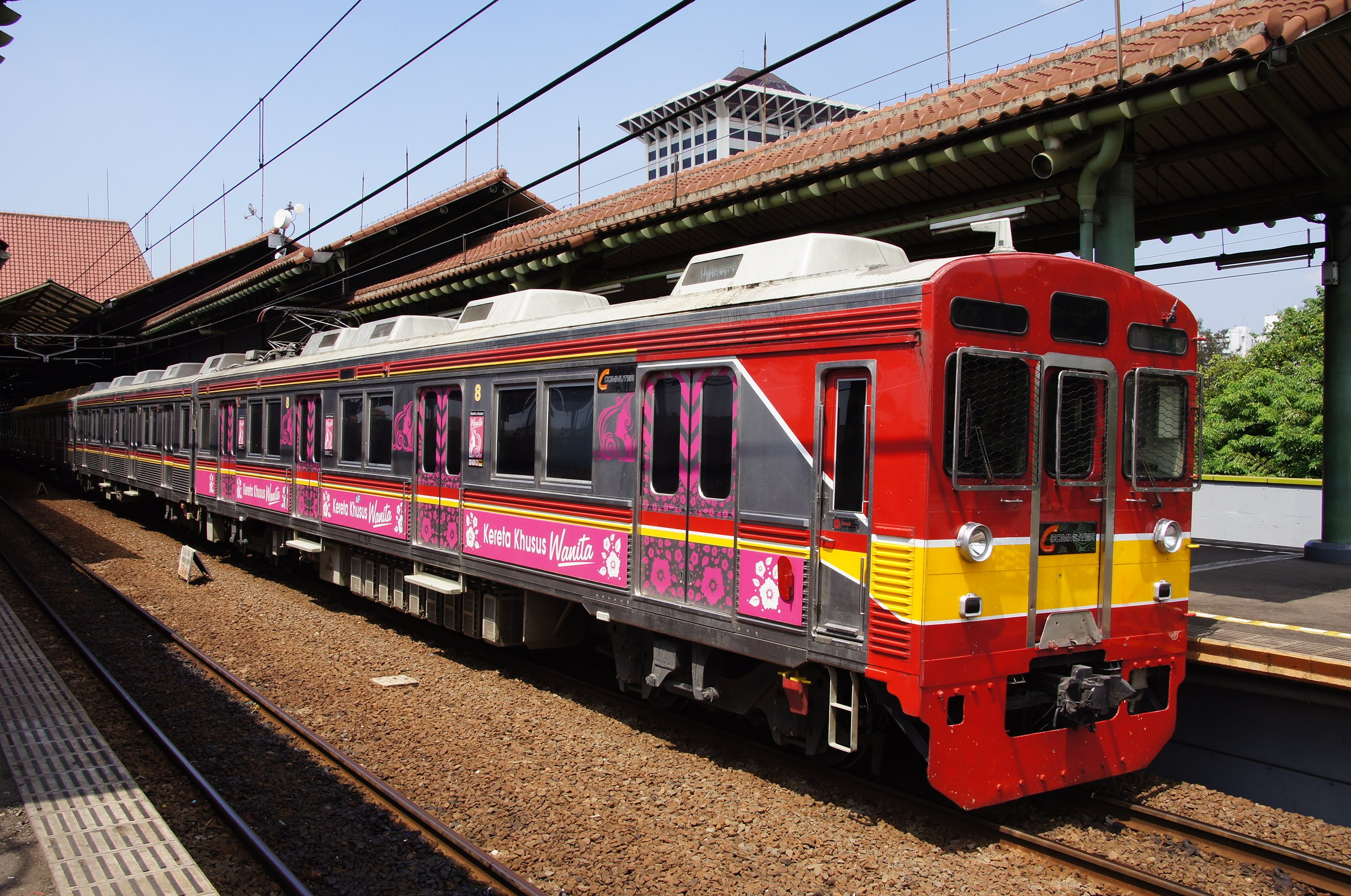
Un vagón solo para mujeres en la parte delantera de un tren de cercanías KRL Jabotabek

Desde 2010, la Compañía de Ferrocarriles de Indonesia ( PT Kereta Api Indonesia ) ha incorporado vagones solo para mujeres en algunos trenes de cercanías en el área metropolitana de Yakarta en respuesta a informes de acoso sexual en lugares públicos, incluidos trenes y autobuses de cercanías. Los vagones exclusivos para mujeres en los trenes de cercanías generalmente se visibilizan con grandes calcomanías rosas o moradas, que dicen " Kereta Khusus Wanita ". Anteriormente, este tipo de vagones solo se podía encontrar en las EMUs con aire acondicionado (que  proporciona vagones solo para mujeres en cada extremo del tren), pero en la actualidad también se han equipado con una serie de EMUs sin aire acondicionado. 
En 2012, la compañía lanzó trenes solo para mujeres. Sin embargo, esta práctica terminó al año siguiente después de que los informes descubrieran que los automóviles de uso mixto estaban superpoblados durante la hora punta, mientras que los automóviles exclusivos para mujeres estaban subutilizados.

### Matrimonio

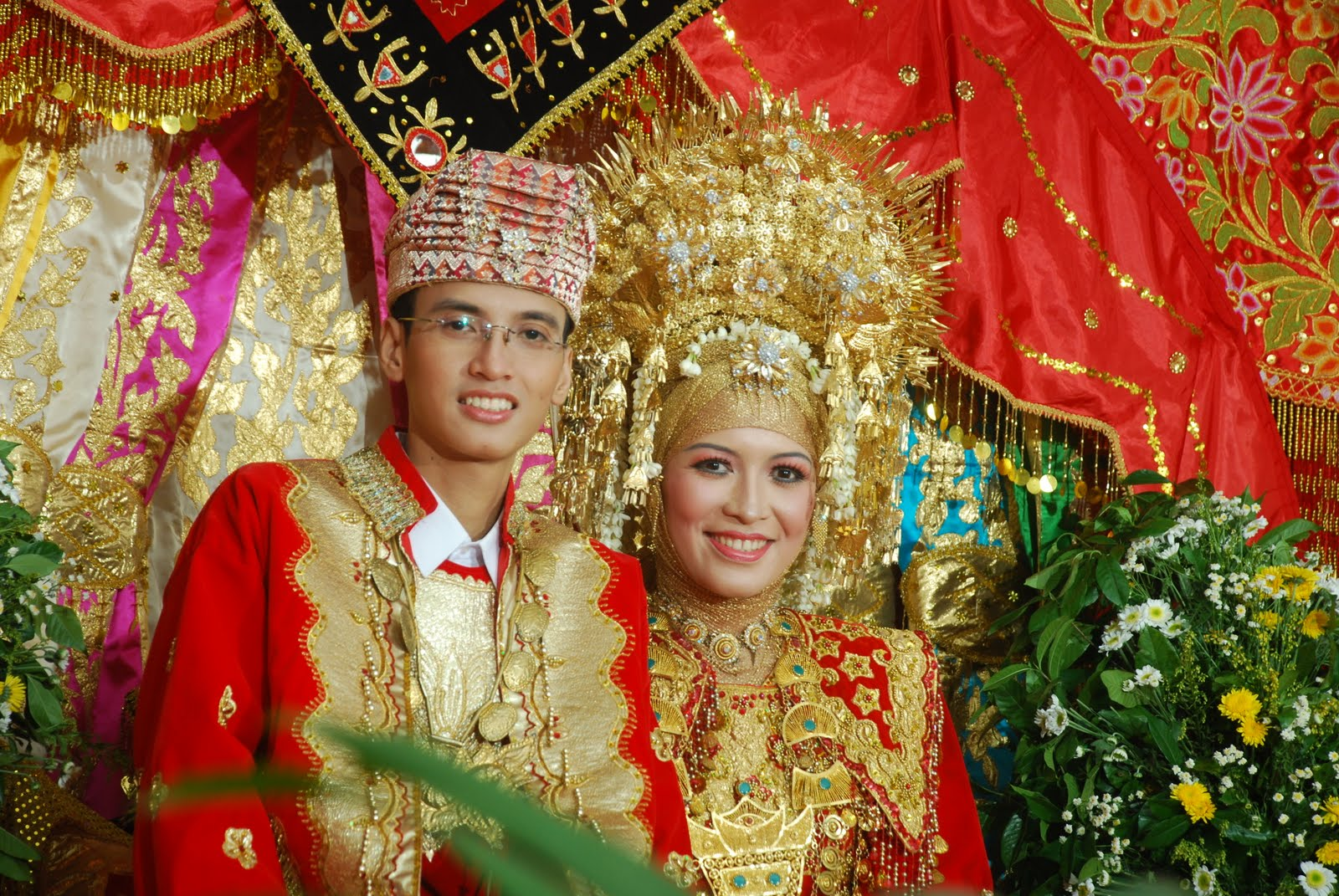
Boda Minangkabau, los Minangs son uno de los pocos grupos étnicos que practican la matrilinealidad.

La dote rara vez se practica en la cultura indonesia, pero el excrex (precio de la novia) lo practican ciertos grupos étnicos. Por ejemplo, el precio de la novia uang panai en la cultura Bugis . El precio pagado se basa en la educación, la carrera, la belleza, los estratos sociales y económicos, o los antecedentes nobles de la novia. En la cultura matrilineal de Minangkabau, el pago del "precio del novio" se da a los padres del novio, ya que es el esposo quien ingresa a la casa de su esposa recién casada, y también se basa en la educación y la carrera del novio. La costumbre se llama bajapuik o uang japuik, aunque históricamente es una práctica generalizada en la tierra de Minangkabau, hoy en día solo las personas de Pariaman continúan practicando esta costumbre. La cultura nacional que prevalece más comúnmente es el matrimonio de oro ( mas kawin ) o mahar, que se refiere a un regalo que el novio ofrece a la novia. Puede contener una suma de dinero u oro, a veces debido a la adopción de la cultura islámica, también puede incluir o reemplazar elementos religiosos simbólicos como el equipo de oración ( seperangkat alat sholat ).
Al igual que con muchos otros países en desarrollo, la alta tasa de natalidad es un problema importante. Tradicionalmente, la sociedad indonesia ha visto a los niños como una fuente de fortuna.  Existía un dicho local de que más niños equivalía a más fortuna y se consideraba de manera generalizada que el uso de anticonceptivos contravenía los valores religiosos y morales. Esto contribuyó a una tasa de natalidad muy alta, reconociendo que fue un factor importante en la creación de pobreza generalizada.

### Matrimonio infantil
El matrimonio infantil es uno de los graves problemas de las niñas en Indonesia. Según la campaña "Girls Not Brides" Indonesia se encuentra entre los 10 países del mundo con cifras sobre matrimonio infantil más elevadas. Una de cada cuatro niñas en Indonesia se casa antes de cumplir los 18 años, según un informe de 2016 de la Agencia de Estadística de Indonesia y el Fondo de las Naciones Unidas para la Infancia, UNICEF. El matrimonio infantil es  uno de los factores desencadenantes de enfermedades en las mujeres, como el cáncer de cuello uterino.
En septiembre de 2019 el Parlamento de Indonesia revisó la edad mínima para casarse elevándola tres años situándola en 19 años y equiparándola a la edad requerida para los varones. En diciembre de 2018 el Tribunal Constitucional había dictaminado que era discriminatorio que las mujeres tuvieran una edad más baja -16 años- que los hombres quienes podían casarse legalmente a los 19 años.
La medida fue celebrada por las activistas pero está por debajo de las reivindicaciones de las organizaciones en defensa de los derechos de las mujeres que reclaman que la edad sea de 21 años, señala la activista Masruchah miembro de la Comisión Nacional de Violencia Contra las Mujeres quien denuncia que en la sociedad tradicional todavía está normalizado el matrimonio infantil.

## Salud

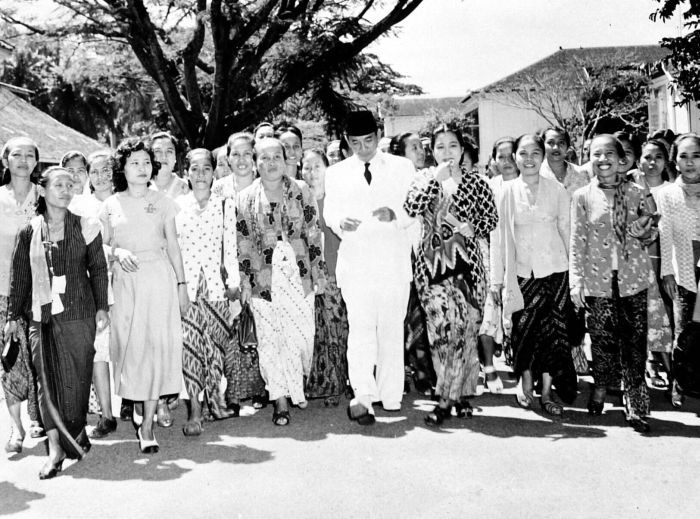
El presidente Sukarno con líderes del Congreso de Mujeres de Indonesia en junio de 1950.

Muchas mujeres embarazadas en Indonesia no tienen la capacidad financiera para pagar los partos en el hospital y el parto por cesárea, debido a los salarios desproporcionados y los gastos médicos. Por lo tanto, estas mujeres requieren el apoyo y la asistencia de "santuarios de nacimiento " que brindan "atención prenatal gratuita, servicios de parto y asistencia médica", como las clínicas de salud Healthy Mother Earth Foundation ( Yayasan Bumi Sehat ) establecidas por Robin Lim, una partera estadounidense, en 2003. Tales refugios de atención de 24 horas, ubicados principalmente en Bali y Aceh, ayudan a las mujeres indonesias a escapar de la práctica habitual de los hospitales privados en Indonesia que implica retener a los recién nacidos hasta que las madres paguen los gastos médicos.
No obstante, la economía ahora parece estar mejorando (un alto crecimiento del PIB en 2012 tan alto como 6.2%) y el gobierno ha realizado algunos programas para ayudar a promover la salud y el bienestar de las mujeres y los menores. Un ministerio que se ocupa específicamente de este tema se estableció tiempo atrás desde el régimen del fallecido presidente Suharto durante el Nuevo Orden .

## Empleo

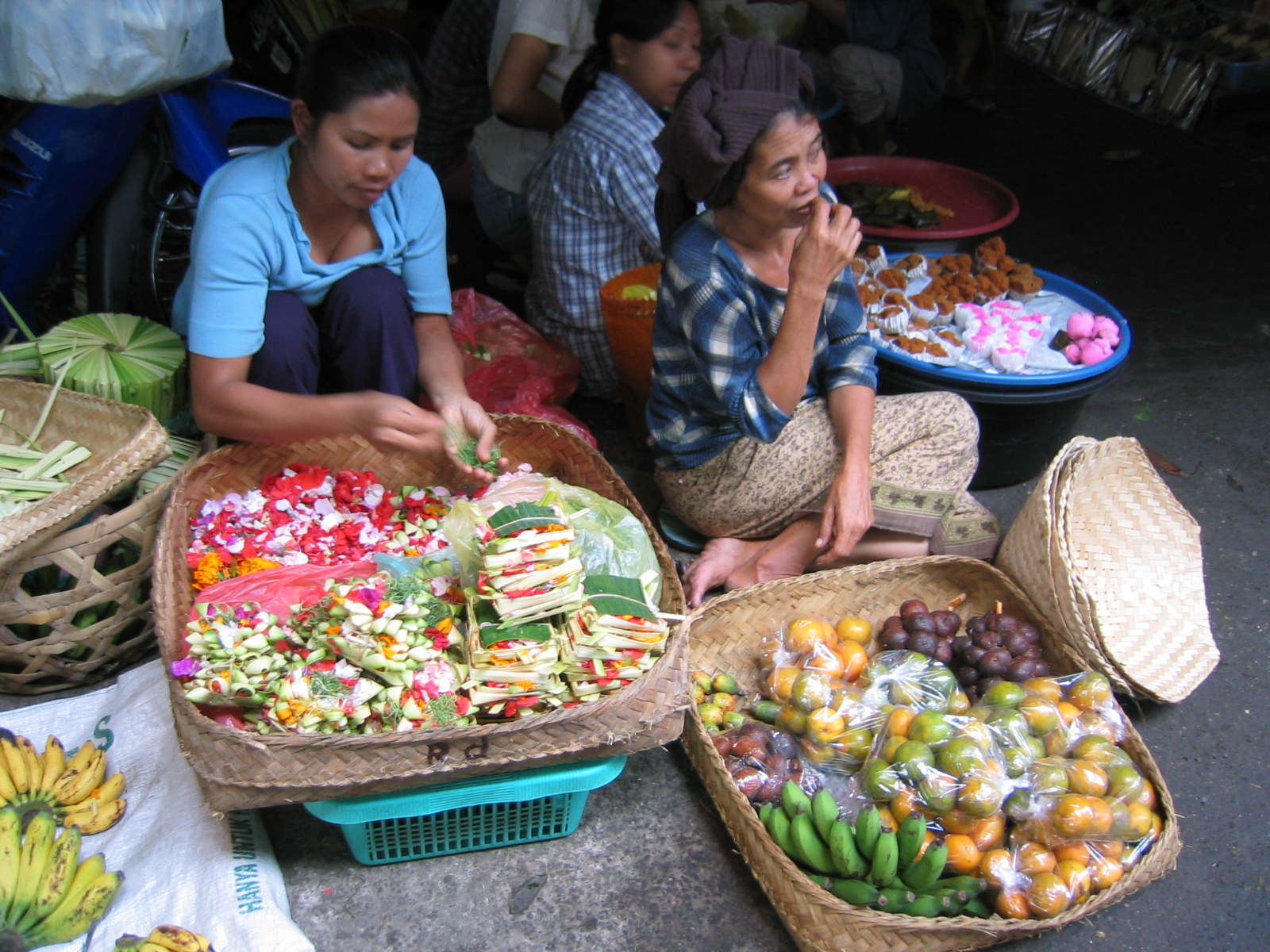
En un mercado tradicional, las mujeres de manera habitual gestionan negocios.

En la cultura indonesia, es una norma social para los esposos mantener económicamente a su esposa y a toda la familia. Lo que significa que se espera que las ganancias del esposo se le den a la esposa mensualmente y que ella las administre para gastos y ahorros familiares. Sin embargo, es normal que las mujeres realicen actividades económicas. Por ejemplo, warung, una tienda familiar de pequeña escala, a menudo es administrada por hombres o mujeres por igual. En la mayor parte del país, las mujeres indonesias tradicionalmente disfrutaban de un cierto grado de libertad social y económica. Para apoyar la economía de su familia, las mujeres indonesias participan en actividades económicas fuera de sus hogares, aunque en su mayoría son negocios informales de pequeña escala. Es habitual encontrar mujeres que dirigen negocios en los mercados tradicionales de Indonesia. 
Después de que una oleada de inversores multinacionales extranjeros comenzara a invertir en Indonesia durante la década de 1970, muchas mujeres indonesias se convirtieron en la "fuerza laboral principal" y en una fuente de trabajadores baratos en empresas manufactureras. En la década de 1990, algunas mujeres en Indonesia, incluidas las adolescentes y las personas sin hogar, recurrieron a la prostitución o a trabajar como empleadas domésticas debido a dificultades financieras. Algunas de las mujeres que se vieron obligadas a realizar dicho trabajo optaron por ir al extranjero a países como Arabia Saudita, Malasia, Hong Kong y Taiwán enfrentándose en algunos casos a ser víctimas de tortura, abuso sexual, asesinato, detención ilegal, violación, sodomía y otras formas de agresión sexual. En cuanto a la salud, como consecuencia de la prostitución y del tráfico de personas, algunas han contraído el VIH / SIDA y otras enfermedades de transmisión sexual .

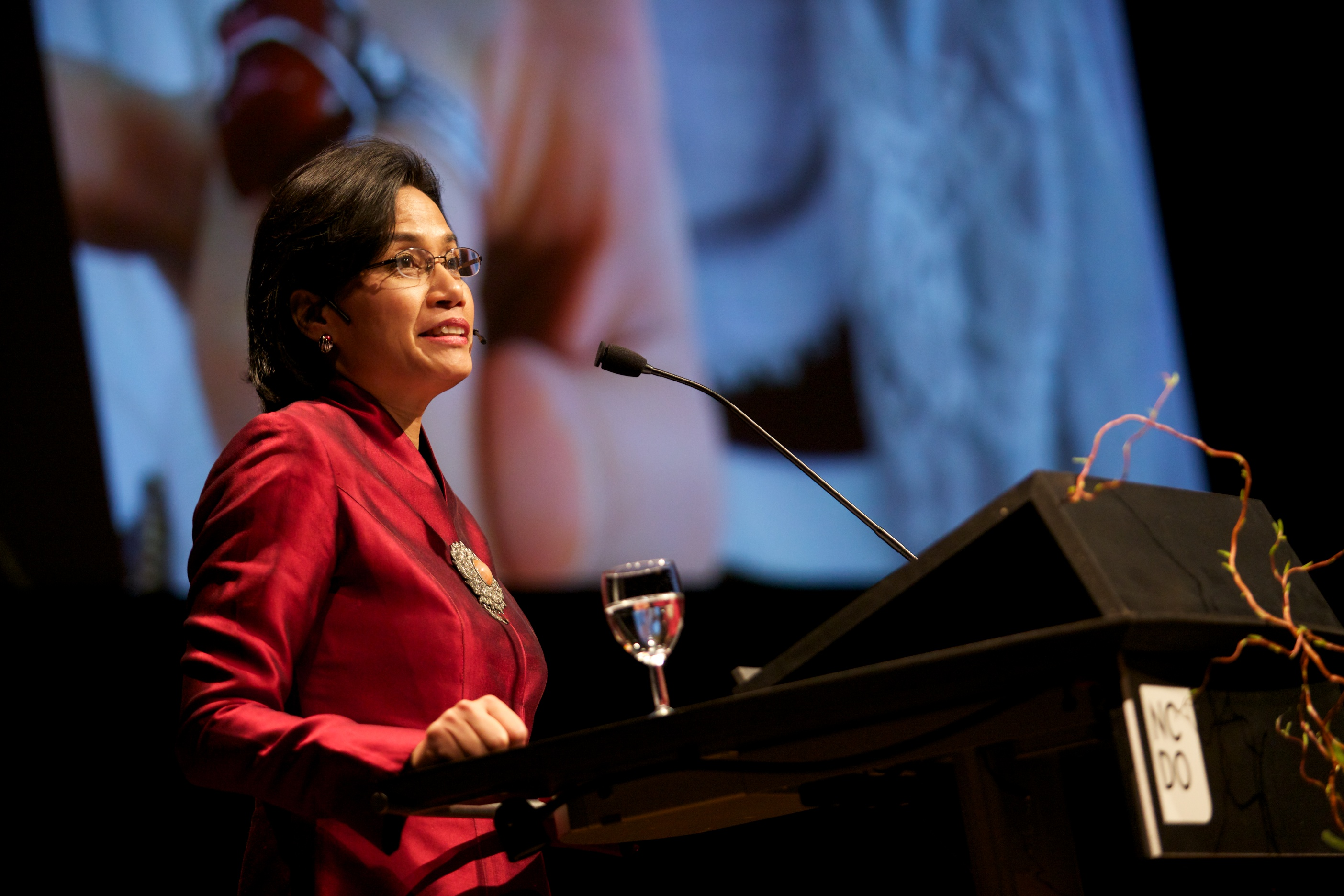
Sri Mulyani Indrawati, una influyente economista indonesia, actualmente Ministra de Hacienda.

Indonesia se encuentra entre los países que han tenido una presidenta ; Megawati Sukarnoputri se asumió la presidencia de Indonesia de 2001 a 2004. En 2012, el 18% de escaños en el parlamento nacional estaban en manos de mujeres. Tri Rismaharini, alcaldesa de la segunda ciudad de Indonesia desde 2010 es un ejemplo del creciente número de mujeres líderes en Indonesia. Cada vez hay más mujeres académicas. La proporción de niñas y niños en las escuelas primarias y secundarias se ha incrementado a partir de 2013 potenciando la política de otorgar un mayor número de becas a las niñas y jóvenes.   En las principales ciudades como Yakarta y Surabaya, las jóvenes que tienen formación y que trabajan tienden a posponer el matrimonio y las niñas que terminan la escuela secundaria tienen seis veces menos probabilidades de ser víctimas del matrimonio infantil.  
En relación con el empleo: las mujeres actualmente poseen el 33% del empleo no agrícola, y trabajan en terrenos dominados por hombres como  la arquitectura, la medicina y la ingeniería. Algunos nombres de mujeres destacadas: las economistas y ministras Sri Mulyani Indrawati y Mari Elka Pangestu, las medallistas olímpicas Susi Susanti y Liliyana Natsir, o las activistas Butet Manurung y Yenny Wahid . 

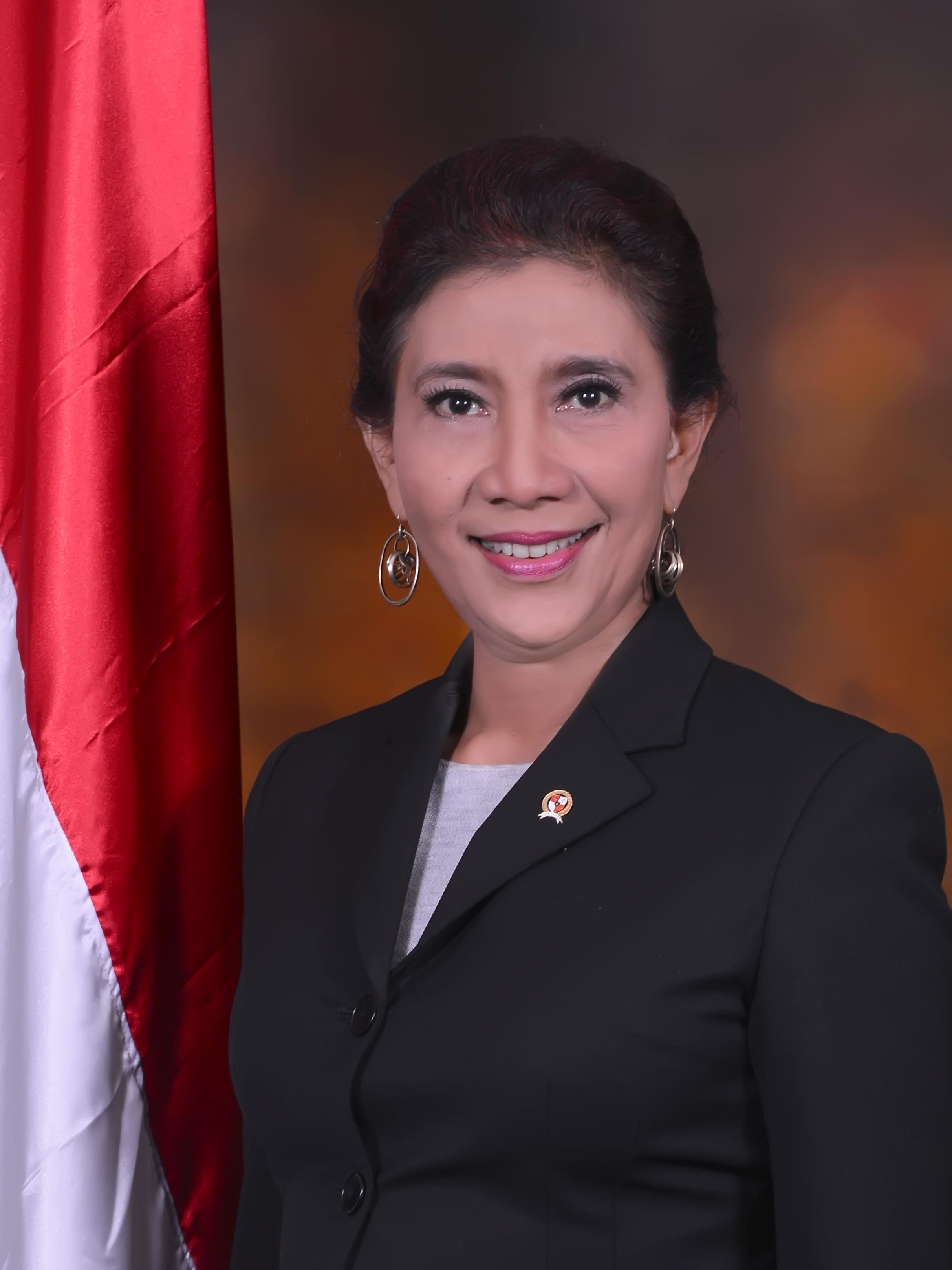
Susi Pudjiastuti, una destacada empresaria y Ministra en el gobierno de Joko Widodo.

Durante la administración del presidente Joko Widodo, Indonesia tenía un 26% de representación femenina entre el gobierno. 
Aumentan el número de mujeres en puestos de responsabilidad en el gobierno, negocios y finanzas.  Entre ellas están la ministra de Economía Sri Mulyani Indrawati, la ministra de Relaciones Exteriores, Retno Marsudi, la ministra de Marítima y Pesca, Susi Pudjiastuti, y la vicegobernadora del Banco de Indonesia, Rosmaya Hadi.